# Grafica di pubblica utilità
Con l'etichetta "grafici di pubblica utilità" si identifica un gruppo stilisticamente eterogeneo di grafici e designers italiani che hanno prestato la propria professionalità ad amministrazioni pubbliche e partiti politici tra il 1971 ed il 1989.
Operativi in tutta Italia, erano accomunati dalla ricerca di una nuova forma di comunicazione di messaggi dal contenuto politico e sociale, dal rifiuto delle retoriche persuasive proprie della pubblicità commerciale, dall'elaborazione di linguaggi visivi semplici e diretti.

## Gli anni della Pubblica Utilità (1971-1989)
La nascita del movimento, del quale Giovanni Anceschi divenne teorico ufficiale, è stata agevolata dalle nuove possibilità derivanti dalla legge sul decentramento amministrativo che conferiva maggiore autonomia agli enti locali. Crescevano in quel momento il desiderio di un più ampio coinvolgimento popolare nelle decisioni politiche e la necessità di comunicare ai cittadini i progetti di amministrazione delle città. Tutto ciò richiedeva una riflessione strutturata sui linguaggi della comunicazione visiva diretta alla cittadinanza, spostando così l'asse dei contenuti dalla vendita di merci all'informazione di valore sociale. Una data topica è il 1975, anno in cui in molte città d'Italia furono elette amministrazioni di sinistra (Milano, Venezia, Roma, Firenze, Napoli, Torino ed altre città minori), benché al 1971 risalga l'esperimento pionieristico della collaborazione di Massimo Dolcini col Comune di Pesaro.
Le riflessioni teoriche avviate nel 1979 durante un seminario organizzato allo IUAV da Gaddo Morpurgo (fra i partecipanti Giovanni Anceschi e Massimo Dolcini) si svilupparono attraverso una serie di mostre e convegni fino alla costituzione della Prima Biennale della Grafica di Cattolica nel 1984; l'ultimo atto significativo della stagione della grafica pubblica è stata la redazione della Carta del Progetto Grafico , promotori Anceschi, Baule e Torri, pubblicata ad Aosta (presso Franco Balan) nel 1989.
Le esperienze di grafica di pubblica utilità più strutturate si svolsero in città di provincia o comunque di media grandezza: i Graphiti (Andrea Rauch e Stefano Rovai) a Firenze, Franco Balan ad Aosta, Elisabetta Ognibene a Modena, Mario Cresci a Matera, Gianfranco Torri a Torino, Studio Segno (Pino Grimaldi e Gelsomino D'Ambrosio) a Salerno, Tapiro (Enrico Camplani e Gigi Pescolderung) a Venezia, Massimo Casamenti a Ravenna, Studio De Liso (Geppi De Liso e Angela Chimienti) a Bari. A Roma lavorava, comunque, Giovanni Lussu e a Milano operavano Roberto Pieraccini e Gianni Sassi, grafico, operatore culturale e figura di riferimento per il movimento.

## Il ruolo di Massimo Dolcini
Massimo Dolcini, a Pesaro, ha rivestito un ruolo guida all'interno del movimento per essere stato il primo ad instaurare, in maniera strutturata e continuativa, un rapporto di collaborazione con l'amministrazione comunale della sua città; attraverso i suoi manifesti dal segno riconoscibile, affissi quotidianamente sui muri cittadini per vent'anni, la cittadinanza era informata capillarmente di ogni evento di rilevanza sociale, politica, culturale, urbanistica, sanitaria….
L'istituzione pubblica veniva così ad identificarsi in toto con la formula visiva dolciniana, ed attraverso di lui instaurava un più profondo rapporto con i cittadini; la pratica del “coinvolgimento dialettico” tra grafico e committente vedeva l'intervento diretto di Dolcini nel merito dei messaggi che avrebbe visivamente veicolato, determinando una condizione di simbiosi unica ed emblematica. 
Mario Piazza scrive a proposito dell'esperienza pesarese: 
Una precoce teorizzazione della grafica di pubblica utilità si deve ad Albe Steiner, che di Dolcini fu maestro tra il 1967-'69 presso il Corso Superiore di Arte Grafica di Urbino.